# Typ widmowy M

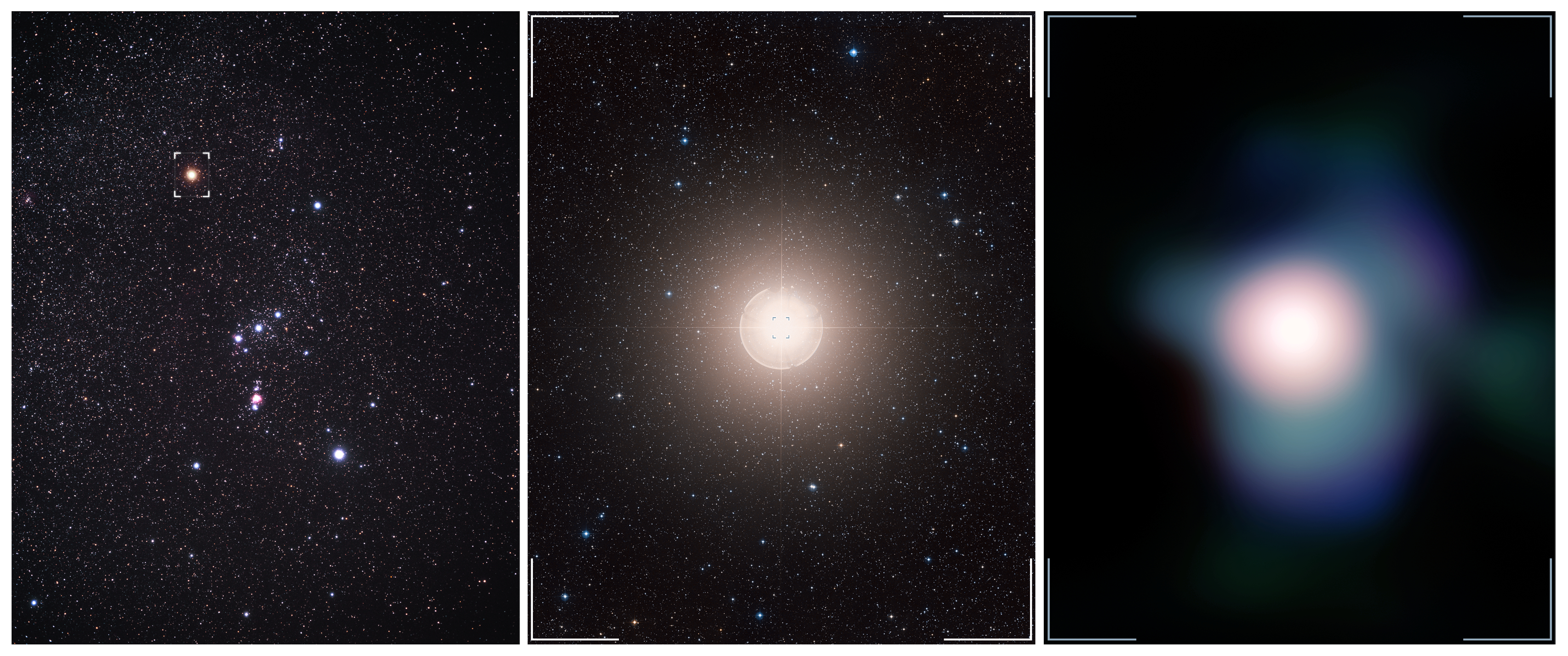
Zdjęcia Betelgezy, czerwonego nadolbrzyma typu widmowego M2. Od lewej: położenie w Orionie, zdjęcie samej gwiazdy i obraz jej tarczy uzyskany dzięki optyce adaptatywnej.

Typ widmowy M – typ widmowy obejmujący najliczniejsze gwiazdy, o czerwonej barwie powierzchni (fotosfery), oraz niektóre brązowe karły. Temperatura efektywna tych ciał mieści się w zakresie od ok. 3800 K (M0) do ok. 2300 K (M9). Gwiazdy typu widmowego M są bardzo różnorodne, należą do niego niewielkie czerwone karły, gwiazdy ciągu głównego, oraz czerwone olbrzymy i nadolbrzymy, które opuściły ciąg główny.

## Charakterystyka widmowa

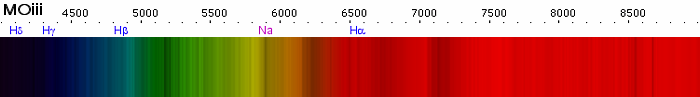
Widmo optyczne czerwonego olbrzyma typu M0 III

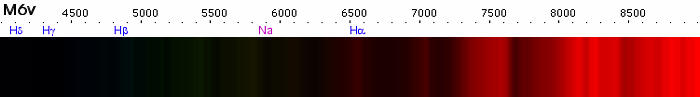
Widmo optyczne czerwonego karła typu M6 V

W widmach obiektów typu widmowego M dominują linie widmowe tlenków metali, w szczególności tlenku tytanu (TiO) i tlenku wanadu (VO), a także wodorków metali, szczególnie CaH; z linii atomowych ważne są wyraźne linie wapnia i sodu.
Karły i olbrzymy o podobnej temperaturze powierzchni mają zbliżone widmo, ale olbrzymy mają 104 do 106 razy większą jasność. Niższe ciśnienie i ciążenie panujące w atmosferach czerwonych olbrzymów sprawia, że linie atomowe są w ich widmach dużo słabsze niż w widmach czerwonych karłów; podobnie słabsze są linie wodorków metali. Dla odmiany linie molekuł CO i CN są wyraźniejsze w spektrum olbrzymów.

## Charakterystyka fizyczna
Typ widmowy M obejmuje bardzo różnorodne gwiazdy, zaliczają się do niego także najgorętsze (najmłodsze) brązowe karły. Czerwone karły, spośród których większość należy do typu M, stanowią około 85% gwiazd Drogi Mlecznej. Większość z nich jest gwiazdami pojedynczymi, choć z racji ogromnej liczby znanych jest wiele układów podwójnych i wielokrotnych, stanowią one około 1/4 populacji.
Brązowe karły szybko stygną ze względu na brak wewnętrznego źródła ciepła, co powoduje, że po czasie krótszym niż miliard lat od powstania opuszczają typ M i przechodzą do chłodniejszego typu L i dalej do typu T.

### Czerwone karły

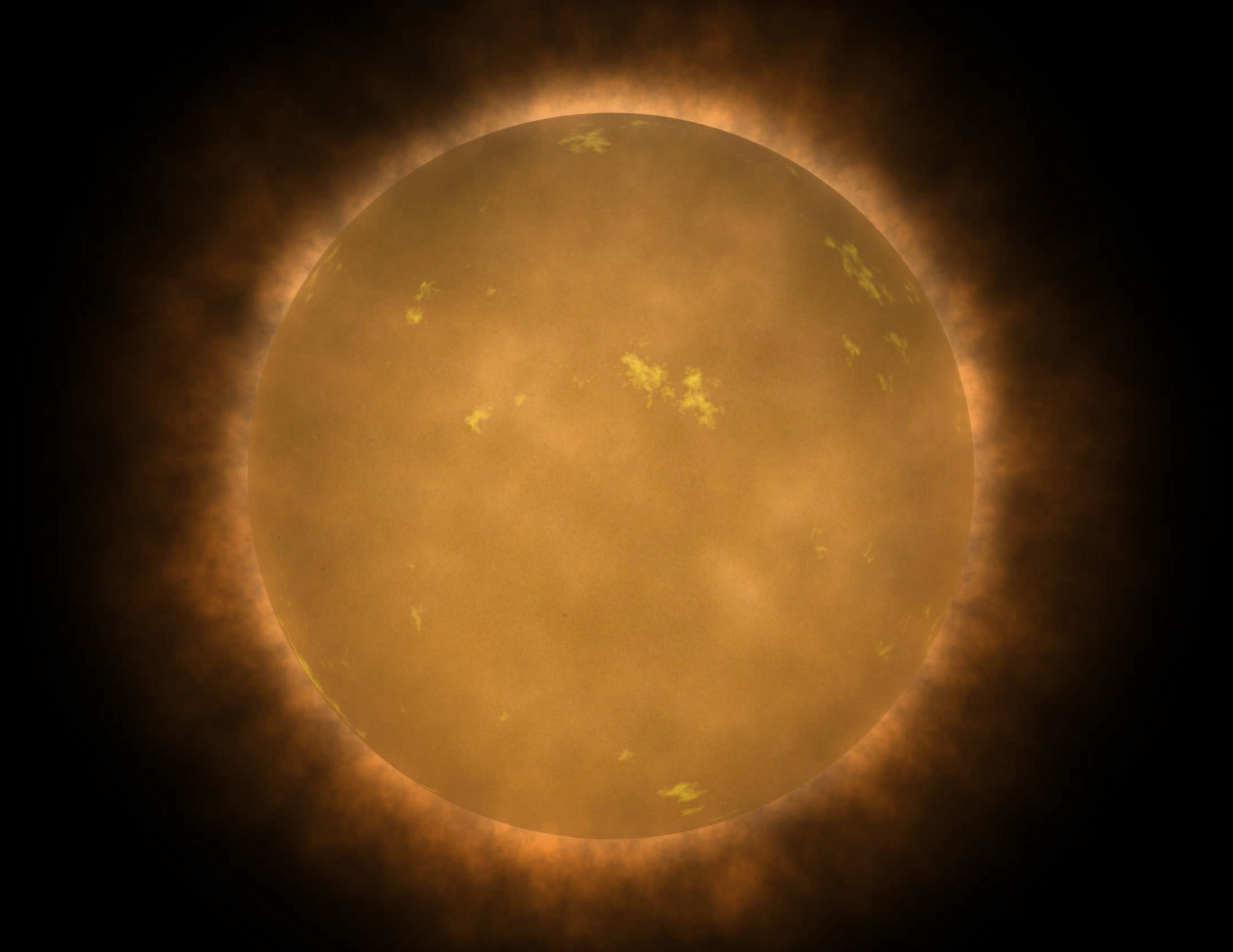
Wizja artystyczna czerwonego karła typu widmowego M4 o temperaturze 3200 K

Gwiazdy ciągu głównego reprezentujące typ widmowy M mają niewielkie masy (od ~0,08 M☉, na granicy możliwości syntezy wodoru, do 0,6 M☉ dla podtypu M0) i rozmiary mniejsze od Słońca (Gliese 551: 0,145 R☉, Gliese 205: 0,702 R☉). Ich niewielka jasność powoduje, że żaden czerwony karzeł nie jest widoczny gołym okiem, pomimo że stanowią one większość spośród najbliższych gwiazd. Gwiazdy tego rodzaju cechują się dużą aktywnością, odsetek aktywnych gwiazd rośnie monotonicznie od podtypu M0 do M8, dla którego osiąga 70%, po czym opada dla najpóźniejszych typów. Nie obserwuje się zachowania cyklicznego, jak dla Słońca, co wiąże się zapewne ze zmianą charakteru dynama magnetohydrodynamicznego na turbulentny, przy konwekcji plazmy obejmującej całą objętość gwiazdy dla podtypów późniejszych niż M3. Powolne, ale wydajne „spalanie” wodoru powoduje, że czerwone karły mogą świecić przez biliony lat i gdy wygasną wszystkie jaśniejsze gwiazdy, pozostaną one ostatnimi gwiazdami świecącymi w Galaktyce.
Czerwone karły często mają układy planetarne, obserwacje sugerują, że na jednego czerwonego karła przypada średnio 2,4 planety pozasłonecznej. Większość znanych planet ziemiopodobnych okrąża takie gwiazdy; są wśród nich Proxima Centauri i Gwiazda Teegardena, znajdujące się blisko Słońca.

### Olbrzymy

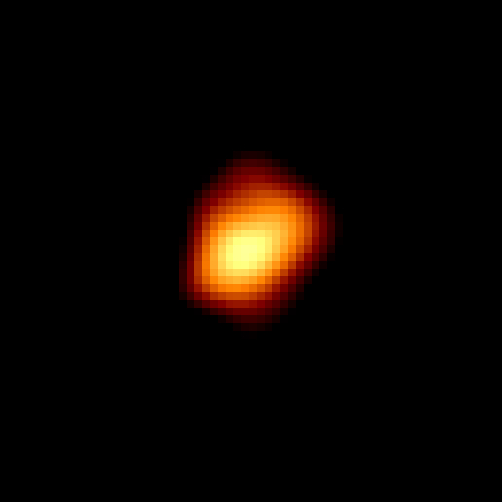
Zdjęcie tarczy Miry Ceti, czerwonego olbrzyma typu widmowego M7. Wyraźnie asymetryczny kształt może być wynikiem pulsacji gwiazdy.

Ewolucja gwiazd wyprowadza gwiazdy podobne do Słońca i te o większej masie poza ciąg główny, gdzie wiele z nich staje się czerwonymi olbrzymami lub nadolbrzymami. Są to gwiazdy o wielkich rozmiarach (olbrzymy przeciętnie od 20 do 100 R☉, nadolbrzymy przeciętnie od 200 do 800 R☉) i bardzo dużej jasności, ale niekoniecznie o dużej masie. W pełni konwektywne czerwone karły nie przekształcają się w olbrzymy, ale gwiazdy o masach od 0,4 M☉ (w tym Słońce) stają się na późnym etapie rozwoju czerwonymi olbrzymami. Z kolei gwiazdy o masach ponad 20 M☉ mogą w ogóle nie stać się czerwonymi nadolbrzymami, tylko przekształcić w gwiazdy Wolfa-Rayeta zanim zakończą życie jako supernowa.
Rozdęte atmosfery czerwonych olbrzymów i nadolbrzymów charakteryzuje bardzo niska gęstość i ciążenie. Większość czerwonych olbrzymów prowadzi syntezę wodoru w hel w otoczce zdegenerowanego helowego jądra, są to gwiazdy gałęzi czerwonych olbrzymów (RGB). Czerwonymi olbrzymami są także gwiazdy asymptotycznej gałęzi olbrzymów (AGB), prowadzące syntezę helu w otoczce tlenowo-węglowego jądra i gwiazdy, w których zachodzi synteza helu w węgiel w potrójnym procesie α.

## Znane obiekty
Do typu widmowego M należą gwiazdy reprezentujące bardzo szeroki zakres rozmiarów, jasności i mas. VY Canis Majoris (M2,5-5) jest hiperolbrzymem, jedną z najjaśniejszych gwiazd naszej Galaktyki, 500 tysięcy razy jaśniejszą niż Słońce i o około 2000 razy większym promieniu.
Słabo świecący układ podwójny PPl 15 (M6,5) w stosunkowo bliskiej Ziemi gromadzie Plejad ma obserwowaną wielkość gwiazdową 22,46m w zakresie widzialnym. Charakteryzują go dosyć wyraźne linie widmowe litu, co świadczy, że układ tworzą dwa brązowe karły; mają one masy 0,065 i 0,059 M☉. Obiekty te mają zbyt małą masę, aby zainicjować syntezę wodoru i stać się gwiazdami.